# Anna av Österrike (1528–1590)
Anna av Österrike (tyska: Anna von Österreich), född 7 juli 1528 i Prag i Böhmen, död 16 oktober 1590 i München i Bayern, var en bayersk hertiginna genom sitt giftermål med hertig Albrekt V.

## Biografi

### Tidigt liv
Anna var dotter till kejsar Ferdinand I och drottning Anna av Böhmen och Ungern. Hon gifte sig 1546 med hertig Albrekt V och blev mor till Vilhelm V.

### Hertiginna
Genom äktenskapet skapades en allians mellan Österrike och Bayern vid belägringen av Ingolstadt under kriget mot Schmalkalden. Makarna betraktades som stora konstmecenater och deras betydelse för det konstnärliga livet anses stort; de gav München rykte som ett kulturcentrum. Anna och Albert finansierade museer, var en beskyddare av målaren Hans Mielichfick Orlando di Lasso och deras boksamling lade grunden till Bayerns bibliotek. Häxteoretikern Johannes Trithemius tillägnade 1555 sin bok om häxjakt, Antipalus Maleficiorum, till Anna. 
Anna stödde de katolska klostren i Sverige, bland andra Vadstena kloster, finansiellt efter reformationen och ska ha varit en anhängare till franciskanerna. Hon var ansvarig för att sonsonen, den framtida kurfursten Maximilian I, fick en mycket strikt religiös fostran. 

### Senare liv
Efter makens död 1579 höll hon sitt eget hov på slottet Witwenbau i München till sin död. Genom äktenskapskontraktet hade Bayerns dynasti fått arvsrätt efter Anna till dynastin Habsburgs arv, om denna skulle utdö.